# Kim Yu-gyeom
Kim Yugyeom (hangul: 김유겸; Namyangju, Gyeonggi, 17 de noviembre de 1997), es un cantante, bailarín, compositor, rapero y MC surcoreano. Es el bailarín principal y maknae del grupo musical GOT7, así como también líder del dúo Jus2.

## Carrera
Se inscribió en una escuela de danza en séptimo grado, lo que lo llevó a tener la oportunidad de audicionar para JYP. Realizó su predebut en el reality de supervivencia de Mnet WIN: Who Is Next, junto a Jackson, Mark y BamBam, el cual fue publicado al aire el 6 de septiembre de 2013.
Debutó en el grupo global de K-pop GOT7, el 16 de enero del 2014.
En 2016 se unió al concurso de baile organizado por Mnet Hit the Stage en donde obtuvo el primer lugar con 163 puntos. Demostrando su gran habilidad como bailarín y coreográfo.
En diciembre de 2020 saltó la noticia de que Yugyeom estaba en pláticas de un contrato exclusivo con la compañía de artistas KHH (korean hiphop), AOMG, dicha noticia sería luego confirmada en febrero de 2021.

## Discografía

### Composiciones
- GOT7 - See The Light (2016)
- GOT7 - No Jam (2016)
- GOT7 - Let me know (2017)
- GOT7 - Don't Care (2017)
- GOT7 - To Me (2017)
- GOT7 - Us (2018)
- GOT7 - No One Else (2018)
- GOT7 - Fine (2018)
- GOT7 - From Now (2018)
- GOT7 - 25 (2019)
- JUS2 - Long Black (2019)
- GOT7 - 1° (2019)
- GOT7 - Crash & Burn (2019)
- GOT7 - Poison (2020)
- GOT7 - Thank You, Sorry (2020)

## Filmografía

### Programas de variedades
| Año  | Título              | Cadena | Notas                                        |
| ---- | ------------------- | ------ | -------------------------------------------- |
| 2020 | King of Mask Singer | MBC    | Ep. 257 - participó como "Korean Blackberry" |
| 2016 | Hit the Stage       | Mnet   |                                              |